# فردا عجله کن
فردا عجله کن (انگلیسی: Hurry Up Tomorrow) ششمین آلبوم استودیویی خواننده-ترانه‌سرای کانادایی د ویکند است که در ۳۱ ژانویهٔ ۲۰۲۵ توسط اکس‌او و ریپابلیک رکوردز منتشر شد. در این آلبوم آنیتا، پلی‌بوی کارتی، تراویس اسکات، فیوچر و لانا دل ری به‌عنوان هنرمند مهمان حضور دارند و ژوستیس، جورجو مورودر و فلورنس اند د مشین از دیگر مشارکت‌کنندگان هستند. تولید آلبوم عمدتاً بر عهدهٔ د ویکند و مایک دین در کنار تعداد زیادی تهیه‌کنندهٔ دیگر بود. فردا عجله کن آلبومی آرت پاپ و آراندبی (R&B) توصیف شده است.
برای پشتیبانی از آلبوم تک‌آهنگ‌های «ابدی»، «سائو پائولو» و «برایم گریه کن» به‌صورت جداگانه منتشر شدند. این آلبوم همچنین با اکران یک فیلم مهیج روان‌شناختی به همین نام پشتیبانی خواهد شد. این آلبوم آخرین پروژهٔ خواننده تحت نام د ویکند خواهد بود. همچنین این آلبوم بخش آخر آلبوم سه‌گانه‌ای است که با آخر شب (۲۰۲۰) آغاز شد و با دان اف‌ام (۲۰۲۲) ادامه یافت. یک تور کنسرتی برای پشتیبانی از کل این سه‌گانه آلبوم برگزار شده است. این آلبوم نقدهای مثبتی از سوی منتقدان دریافت کرد و «پایان نیرومندی» هم بر خود دیگر د ویکند و هم بر سه‌گانهٔ آلبوم توصیف شده است.

## فهرست قطعه‌ها
اقتباس‌شده از یادداشت‌های کوتاه آلبوم.
| فهرست قطعه‌ها فردا عجله کن | فهرست قطعه‌ها فردا عجله کن            | فهرست قطعه‌ها فردا عجله کن |
| شماره                     | نام                                  | مدت                       |
| ------------------------- | ------------------------------------ | ------------------------- |
| ۱.                        | «بیدارم کن»                          | ۵:۰۸                      |
| ۲.                        | «گریه کن برای من»                    | ۳:۴۴                      |
| ۳.                        | «من نمی‌تونم بخونم لعنتی»             | ۰:۱۲                      |
| ۴.                        | «سائو پائولو»                        | ۵:۰۱                      |
| ۵.                        | «تا وقتی که ما پوست و استخوان هستیم» | ۰:۲۲                      |
| ۶.                        | «غسل تعمید در ترس»                   | ۳:۵۲                      |
| ۷.                        | «قلب‌های باز شده»                     | ۳:۵۴                      |
| ۸.                        | «شب افتتاحیه»                        | ۱:۳۶                      |
| ۹.                        | «بازتاب خنده»                        | ۴:۵۱                      |
| ۱۰.                       | «از نمایش لذت ببر»                   | ۵:۰۱                      |
| ۱۱.                       | «منصرف شد از من»                     | ۵:۵۴                      |
| ۱۲.                       | «نمی‌تونم صبر کنم تا به اونجا برسم»   | ۳:۰۸                      |
| ۱۳.                       | «ابدی»                               | ۴:۱۶                      |
| ۱۴.                       | «آبشارهای نیاگارا»                   | ۴:۳۷                      |
| ۱۵.                       | «من رو برگردونید به لس‌آنجلس»         | ۴:۱۳                      |
| ۱۶.                       | «خواب عمیق»                          | ۳:۴۵                      |
| ۱۷.                       | «به من رحم کن»                       | ۳:۳۶                      |
| ۱۸.                       | «رانندگی»                            | ۳:۰۸                      |
| ۱۹.                       | «پرتگاه»                             | ۴:۴۲                      |
| ۲۰.                       | «وحشت قرمز»                          | ۳:۵۱                      |
| ۲۱.                       | «بدون اخطار»                         | ۴:۵۷                      |
| ۲۲.                       | «فردا عجله کن»                       | ۴:۵۱                      |
| مجموع مدت:                | مجموع مدت:                           | ۸۴:۳۹                     |

همچنین موسیقی «رقص در شعله‌ها» بخاطر آتش‌سوزی‌های لس‌آنجلس در آلبوم نهایی به کنار گذاشته شد.